# Coris musume
Coris musume är en fiskart som först beskrevs av Jordan och Snyder, 1904.  Coris musume ingår i släktet Coris och familjen läppfiskar. IUCN kategoriserar arten globalt som livskraftig. Inga underarter finns listade i Catalogue of Life.